# Liste des vice-rois de Nouvelle-Espagne
La formule « Nouvelle Espagne » apparaît sous la plume d'Hernán Cortés dans une lettre qu'il adresse à Charles Quint au cours de son expédition au Mexique, qui aboutit à la prise de Mexico en août 1521 et à l'effondrement de l'Empire aztèque. La vice-royauté de Nouvelle-Espagne est officiellement créée en 1535.
La liste des vice-rois de Nouvelle-Espagne est donc précédée de la liste des vice-rois des Indes (occidentales), qui commence avec Christophe Colomb en 1492, des principaux gouverneurs des possessions espagnoles dans les Caraïbes, quand ils ne sont pas vice-rois, et des gouverneurs de la Nouvelle-Espagne avant la création de la vice-royauté.  

## Vice-rois et gouverneurs des «Indes»

En 1492, Christophe Colomb croit avoir atteint les Indes, c'est-à-dire l'Asie, et devient donc vice-roi des Indes, en vertu des capitulations de Santa Fe ; par la suite, les Indes d'Amérique sont redéfinies comme « Indes occidentales », par opposition aux Indes d'Asie, les Indes orientales.
De fait, jusqu'en 1509, la seule colonie espagnole est l'île d'Hispaniola ; en 1509 a lieu la conquête de la Jamaïque et en 1511, celle de Cuba, qui supplante Hispaniola comme principale colonie.
1492-1499 Christophe Colomb, vice-roi et gouverneur des Indes (Hispaniola)
1499-1502 Francisco de Bobadilla, gouverneur des Indes (Hispaniola)
1502-1509 Nicolás de Ovando, gouverneur des Indes (Hispaniola)
1509-1518 Diego Colomb, gouverneur des Indes (Hispaniola) jusqu'en 1511, date de la conquête de Cuba, puis vice-roi
1518-1524 Diego Velázquez de Cuéllar, adelantado (gouverneur-général) de Cuba

## Gouverneurs de la Nouvelle-Espagne
En 1519, le gouverneur de Cuba, Diego Velasquez, envoie Hernan Cortés dans une mission d'exploration du Mexique, qui se transforme en expédition de conquête, contre l'avis de Velasquez, qui considère Cortés comme un rebelle ; mais le conquistador réussit à obtenir l'accord de Charles Quint à son opération.
13 août 1521—24 décembre 1521 Hernán Cortés
24 décembre 1521—30 décembre 1521 Cristóbal de Tapia
30 décembre 1521—12 octobre 1524 Hernán Cortés, comme gouverneur et capitaine général depuis le 15 octobre 1522
12 octobre 1524—29 décembre 1524 Alonso de Estrada, Rodrigo de Albornoz, Alonso de Zuazo
29 décembre 1524—17 février 1525 Gonzalo de Salazar, Pedro Almíndez Chirino, Alonso de Zuazo
17 février 1525—20 avril 1525 Gonzalo de Salazar, Pedro Almíndez Chirino, Alonso de Estrada, Rodrigo de Albornoz, Alonso de Zuazo
20 avril 1525—23 mai 1525 Gonzalo de Salazar, Pedro Almíndez Chirino, Alonso de Zuazo
24 mai 1525—28 janvier 1526 Gonzalo de Salazar, Pedro Almíndez Chirino
29 janvier 1526—24 juin 1526 Alonso de Estrada, Rodrigo de Albornoz
25 juin 1526—3 juillet 1526 Hernán Cortés
4 juillet 1526—16 juillet 1526 Luis Ponce de León
16 juillet 1526—1er mars 1527 Marcos de Aguilar
2 mars 1527—22 août 1527 Alonso de Estrada, Gonzalo de Sandoval, Luis de la Torre
22 août 1527—8 décembre 1528 Alonso de Estrada, Luis de la Torre
9 décembre 1528—21 décembre 1529 Nuño Beltrán de Guzmán, Juan Ortiz de Matienzo, Diego Delgadillo (la première Audiencia)
21 décembre 1529—9 janvier 1531 Juan Ortiz de Matienzo, Diego Delgadillo (la première Audiencia)
10 janvier 1531—16 avril 1535 Sebastián Ramírez de Fuenleal, Vasco de Quiroga, Juan de Salmerón, Alonso de Maldonado, Francisco Ceinos (la seconde Audiencia)

## Vice-rois de Nouvelle-Espagne

### Sous le règne deCharles Quint
- 17 avril 1535—25 novembre 1550 Antonio de Mendoza
- 25 novembre 1550—31 juillet 1564 Luis de Velasco

### Sous le règne dePhilippe II
- 1564-1566 Francisco Ceinos, Président de l'Audiencia
- 16 octobre, 1566—10 mars 1568 Gastón de Peralta, marqués de Falces
- novembre 1567- juillet 1568 Alonso Muñoz et Luis Carrillo, commissaires royaux
- juillet 1568- novembre 1568 Francisco Ceinos, Président de l'Audiencia
- 5 novembre 1568—3 octobre 1580 Martín Enríquez de Almanza
- 4 octobre 1580—29 juin 1583 Lorenzo Suárez de Mendoza, comte de la Coruña
- 25 septembre 1584—16 octobre 1585 Pedro Moya de Contreras, Archevêque de Mexico
- 17 octobre 1585—26 janvier 1590 Álvaro Manrique de Zúñiga, marqués de Villamanrique
- 27 janvier 1590—4 novembre 1595 Luis de Velasco (fils), marqués de Salinas
- 5 novembre 1595—26 octobre 1603 Gaspar de Zúñiga y Acevedo, Comte de Monterrey

### Sous le règne dePhilippe III
- 27 octobre 1603—2 juillet 1607 Juan de Mendoza y Luna, marqués de Montesclaros
- 2 juillet 1607—10 juin, 1611 Luis de Velasco (fils), marqués de Salinas (second mandat)
- 9 juin 1611—22 février 1612 García Guerra, Archevêque de Mexico
- 18 octobre 1612—14 mars 1621 Diego Fernández de Córdoba, Marquis de Guadalcázar

### Sous le règne dePhilippe IV
- 21 septembre 1621—1er novembre 1624 Diego Carrillo de Mendoza y Pimentel, marqués de Gélves y conde de Priego
- 3 novembre 1624—16 septembre 1635 Rodrigo Pacheco y Osorio, marqués de Cerralvo
- 16 septembre 1635—27 août 1640 Lope Díez de Armendáriz, marqués de Cadereyta
- 28 août 1640—10 juin 1642 Diego López Pacheco Cabrera y Bobadilla, marqués de Villena y duque de Escalona, Grand d'Espagne
- 10 juin 1642—23 novembre 1642 Juan de Palafox y Mendoza, Archevêque de Puebla et Mexico
- 23 novembre 1642—13 mai 1648 García Sarmiento de Sotomayor, secundo conde de Salvatierra y marqués de Sobroso
- 13 mai 1648—22 avril 1649 Marcos de Torres y Rueda
- 28 juin 1650—14 août 1653 Luis Enríquez de Guzmán, conde de Alba de Liste y marqués de Villaflor
- 15 août 1653—15 septembre 1660 Francisco Fernández de la Cueva, Duc d'Alburquerque, Grand d'Espagne
- 16 septembre 1660—28 juin 1664 Juan de Leyva de la Cerda, conde de Baños y marqués de Leyva
- 29 juin 1664—15 octobre 1664 Diego Osorio de Escobar y Llamas, Archevêque de Puebla
- 15 octobre 1664—8 décembre 1673 Antonio Sebastián de Toledo, marqués de Mancera

### Sous le règne deCharles II
- 8 décembre 1673—13 décembre 1673 Pedro Nuño Colón de Portugal, duque de Veragua y marqués de la Jamaica
- 13 décembre 1673—30 novembre 1680 Payo Enríquez de Rivera, Archevêque de Mexico
- 30 novembre 1680—30 novembre 1686 Tomás Antonio de la Cerda y Aragón, conde de Paredes y marqués de la Laguna
- 30 novembre 1686—19 novembre 1688 Melchor Portocarrero y Lasso de la Vega, conde de Monclova
- 20 novembre 1688—26 février 1696 Gaspar de la Cerda Sandoval Silva y Mendoza, conde de Gelves
- 27 février 1696—18 décembre 1696 Juan Ortega y Montañés
- 18 décembre 1696—3 novembre 1701 José Sarmiento y Valladares, conde de Moctezuma y de Tula

### Sous le règne dePhilippe V
- 4 novembre 1701—27 novembre 1702 Juan Ortega y Montañés
- 27 novembre 1702—14 janvier 1711 Francisco Fernández de la Cueva Enríquez, duque de Alburquerque y marqués de Cuéllar
- 15 janvier 1711—15 août 1716 Fernando de Alencastre Noroña y Silva, duque de Linares y marqués de Valdefuentes
- 16 août 1716—14 octobre 1722 Baltasar de Zúñiga, duque de Arión y marqués de Valero
- 15 octobre 1722—17 mars 1734 Juan de Acuña, marqués de Casafuerte
- 17 mars 1734—17 août 1740 Juan Antonio de Vizarrón y Eguiarreta, Archevêque de Mexico
- 17 août 1740—22 août 1741 Pedro de Castro y Figueroa, duque de la Conquista y marqués de Gracia Real
- août 1741—3 novembre 1742 Pedro Malo de Villavicencio, Président de l'Audiencia
- 3 novembre 1742—8 juillet 1746 Pedro Cebrián y Agustín, Comte de Fuenclara

### Sous le règne deFerdinand VI
- 9 juillet 1746—9 novembre 1755 Juan Francisco de Güemes y Horcasitas, premier comte de Rivellagigedo
- 10 novembre 1755—5 février 1760 Agustín de Ahumada y Villalón, marquis de Las Amarillas (es)

### Sous le règne deCharles III
- 28 avril 1760—5 octobre 1760 Francisco Cajigal de la Vega
- 6 octobre 1760—24 août 1766 Joaquín de Montserrat, marqués de Cruillas
- 25 août 1766—2 septembre 1771 Carlos Francisco de Croix, marqués de Croix
- 23 septembre 1771—9 avril 1779 Antonio María de Bucareli y Ursúa
- Avril 1779 —23 août 1779 Francisco Romá y Rosell, Président de l'Audiencia
- 23 août 1779—28 avril 1783 Martín de Mayorga
- 29 avril 1783—3 novembre 1784 Matías de Gálvez y Gallardo
- Novembre 1784—17 juin 1785 Vicente de Herrera y Rivero, Président de l'Audiencia
- 17 juin 1785—30 novembre 1786 Bernardo de Gálvez
- Décembre 1786—8 mai 1787 Eusebio Sánchez Pareja y Beleño, Président de l'Audiencia
- 8 mai 1787—16 août 1787 Alonso Núñez de Haro y Peralta, Archevêque de Mexico
- 17 août 1787—16 octobre 1789 Manuel Antonio Flores

### Sous le règne deCharles IV
- 17 octobre 1789—11 juillet 1794 Juan Vicente de Güemes Padilla Horcasitas y Aguayo, deuxième Comte de Revillagigedo
- 12 juillet 1794—31 mai 1798 Miguel de la Grúa Talamanca y Branciforte, marqués de Branciforte
- 31 mai 1798—30 avril 1800 Miguel José de Azanza
- 30 avril 1800—4 janvier 1803 Félix Berenguer de Marquina

## Vice-rois durant la guerre d'indépendance

### Sous le règne de Charles IV (suite)
- 4 janvier 1803—16 septembre 1808 Don José de Iturrigaray

### Sous le règne deFerdinand VII
- 16 septembre 1808—19 juillet 1809 Don Pedro de Garibay

### Sous le règne deJoseph Bonaparte
- 19 juillet 1809—8 mai 1810 Don Francisco Javier de Lizana y Beaumont, Archevêque de Mexico
- 8 mai 1810—14 septembre 1810 Don Pedro Catani, Président de l'Audiencia
- 14 septembre 1810—4 mars 1813 Don Francisco Javier Venegas

### Sous le règne de Ferdinand VII
- 4 mars 1813—20 septembre 1816 Don Félix María Calleja del Rey
- 20 septembre 1816—5 juillet 1821 Don Juan Ruiz de Apodaca
- 5 juillet 1821—21 juillet 1821 Don Francisco Novella Azabal Pérez y Sicardo (par intérim)
- 21 juillet 1821—28 septembre 1821 Don Juan O'Donojú